# 7742 Altamira
7742 Altamira este un asteroid din centura principală de asteroizi.

## Descriere
7742 Altamira este un asteroid din centura principală de asteroizi. A fost descoperit pe 20 octombrie 1985 la Observatorul Kleť de Antonín Mrkos. Asteroidul prezintă o orbită caracterizată de o semiaxă mare de 2,72 ua, o excentricitate de 0,08 și o înclinație de 4,1° în raport cu ecliptica.